# Сатинський сільський округ (Кегенський район)
Сати́нський сільський округ (каз. Саты ауылдық округі, рос. Сатынский сельский округ) — адміністративна одиниця у складі Кегенського району Алматинської області Казахстану. Адміністративний центр — село Сати.
Населення — 1230 осіб (2021; 1648 у 2009, 1715 у 1999, 2006 у 1989).
Станом на 1989 рік існувала Сатинська сільська рада (села Курметі, Сати).

## Склад
До складу округу входять такі населені пункти:
| Населений пункт | Населення, осіб (1989) | Населення, осіб (1999) | Населення, осіб (2009) | Населення, осіб (2021) |
| --------------- | ---------------------- | ---------------------- | ---------------------- | ---------------------- |
| Курметі, село   | 290                    | 335                    | 279                    | 206                    |
| --Майбулак      | -                      | -                      | -                      | 15                     |
| --Сейсмостанція | -                      | -                      | -                      | 7                      |
| Сати, село      | 1716                   | 1380                   | 1369                   | 980                    |
| --Аржак         | -                      | -                      | -                      | 5                      |
| --Кольсай       | -                      | -                      | -                      | 8                      |
| --Сатинакіші    | -                      | -                      | -                      | 9                      |